# 109
| 109                |
| ------------------ |
| Dødsfald - Fødsler |
|                    |

| Gregoriansk kalender | 109 CIX                 |
| Ab urbe condita      | 862                     |
| Armensk kalender     | I/T                     |
| Kinesiske kalender   | 2805 – 2806 戊申 – 己酉 |
| Etiopisk kalender    | 101 – 102               |
| Jødisk kalender      | 3869 – 3870             |
| Hindukalendere       |                         |
| - Vikram Samvat      | 164 – 165               |
| - Shaka Samvat       | 31 – 32                 |
| - Kali Yuga          | 3210 – 3211             |
| Iransk kalender      | 513 BP – 512 BP         |
| Islamisk kalender    | 529 BH – 528 BH         |

Se også 109 (tal)